# Семененковский сельский совет
Семененковский сельский совет (укр. Семененківська сільська рада) — входит в состав
Вольнянского района
Запорожской области
Украины.
Административный центр сельского совета находится в 
с. Семененково.

## История
- 1961 — дата образования.

## Населённые пункты совета
- с. Семененково
- с. Берестовое
- с. Василевка
- с. Овчарное
- с. Любомировка
- с. Новоукраинка
- с. Першозвановка
- с. Шевченково